# Lupin the 3rd - Chronicles
Lupin the 3rd - Chronicles è un videogioco del 1997 basato sulla popolare serie Lupin III di Monkey Punch. Sviluppato e prodotto da Spike per piattaforma Sega Saturn, è in realtà una raccolta di materiale sul manga, sulle prime due serie anime e sui primi due film.

## Contenuti
CD-ROM 1
- Sigla iniziale composta riadattando quella della prima serie;
- Vari video sulla prima e seconda serie anime, sul Pilot Film e sui primi due film cinematografici Lupin III e Il castello di Cagliostro;
- Copertine originali delle prime serie manga e annessi disegni dei personaggi;
- Schede sui cinque protagonisti;
- Liste di oggetti rubati, donne possedute, casi di Zenigata, tesori e personaggi di ogni episodio e film;
- Quiz con domande sulle prime due serie e i primi due film;
- Sigla finale, composta ridisegnando quella di chiusura della prima serie come se si vedesse dall'alto.

CD-ROM 2
- Musiche, BGM, sigle e videosigle delle prime due serie e dei primi due film.

## Doppiaggio
Le parti doppiate sono tratte dai rispettivi film e non fatte appositamente per questo videogioco.
| Personaggio        | Doppiatore        |
| ------------------ | ----------------- |
| Arsenio Lupin III  | Yasuo Yamada      |
| Daisuke Jigen      | Kiyoshi Kobayashi |
| Goemon Ishikawa    | Makio Inoue       |
| Fujiko Mine        | Eiko Masuyama     |
| Ispettore Zenigata | Gorō Naya         |